# Botucatu
Botucatu ist eine Stadt im brasilianischen Bundesstaat São Paulo. Sie hatte im Jahr 2010 etwa 127.000 Einwohner.
Die Stadt ist Sitz des gleichnamigen römisch-katholischen Erzbistums Botucatu.

## Söhne der Stadt
- Carmine Mirabelli (1889–1951), spiritistisches Medium
- Werner Bokermann (1929–1995), Zoologe
- Zé Maria (* 1949), Fußballspieler
- Carlos José de Oliveira (* 1967), römisch-katholischer Bischof von Apucarana
- Clayson Vieira (* 1995), Fußballspieler